# Cap Hatteras
Pour les articles homonymes, voir Hatteras.
Le cap Hatteras est un cap situé dans l'État de Caroline du Nord, sur l'île Hatteras, une des îles de la barrière des Outer Banks, sur la côte Est des États-Unis. Cette région est très connue pour ses tempêtes et ses hauts fonds (nommés Diamond Shoals). Tant de navires s'y sont échoués qu'il est surnommé le Cimetière de l'Atlantique.

## Géographie

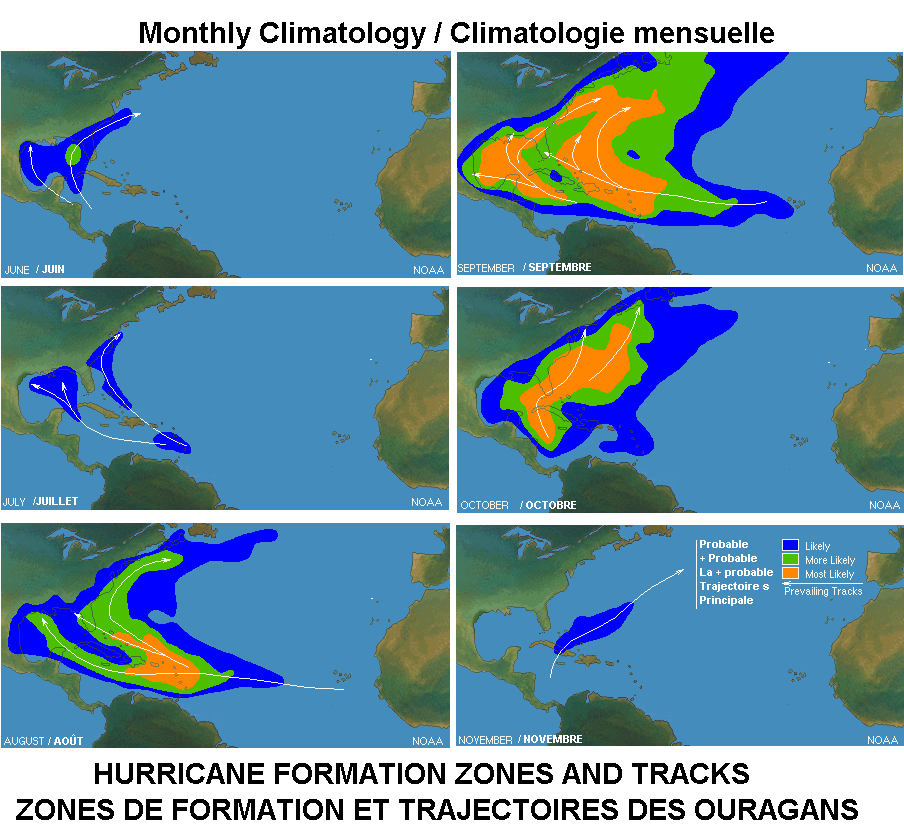

L'île d'Hatteras est une mince bande de sable qui fait partie du Parc national du Cape Hatteras National Seashore. Le cap en est le point le plus à l'est et occupe l'une des sections les plus larges de l'île. Il se trouve au confluent de deux courants marins : le Gulf Stream chaud venant des Antilles et le courant plus froid de Virginie descendant du nord. Cette rencontre permet un brassage des nutriments qui favorise une grande variété de faune et de flore marine. Plusieurs espèces y trouvent leur territoire le plus nordique ou le plus méridional.
Du point de vue météorologique, la proximité du Gulf Stream, source d'énergie pour les cyclones tropicaux, en fait la zone de passage de nombreux ouragans. De nombreuses fois, ces cyclones ont dévasté cette région dite des Outer Banks et remodelé les îles qui la composent. En particulier, l'ouragan Isabel coupa en deux les villages de Frisco et Hatteras ainsi que la route 12 qui relie les îles au continent. En hiver, la rencontre de l'air froid venant du continent avec les eaux chaudes du Gulf Stream est générateur de bombes météorologiques, d'intenses dépressions des latitudes moyennes. Celles-ci remontent le long de la côte Est américaine donnant des tempêtes de neige avec des vents violents et des marées qui inondent les côtes.

### Climat
| Mois                                  | jan.     | fév.     | mars    | avril   | mai     | juin    | jui.    | août    | sep.    | oct.    | nov.    | déc.     | année    |
| ------------------------------------- | -------- | -------- | ------- | ------- | ------- | ------- | ------- | ------- | ------- | ------- | ------- | -------- | -------- |
| Température minimale moyenne (°C)     | 4,8      | 5,3      | 7,9     | 12,3    | 17,1    | 21,6    | 24,1    | 23,6    | 21,6    | 16,3    | 10,8    | 7,2      | 14,3     |
| Température moyenne (°C)              | 8,9      | 9,5      | 12,1    | 16,6    | 20,9    | 25,3    | 27,4    | 27,1    | 24,9    | 20,1    | 14,8    | 11,2     | 18,2     |
| Température maximale moyenne (°C)     | 13       | 13,7     | 16,3    | 20,8    | 24,8    | 28,9    | 30,7    | 30,6    | 28,3    | 23,9    | 19,3    | 15,2     | 22,1     |
| Record de froid (°C) date du record   | −14 1985 | −12 1895 | −7 1967 | −3 1972 | 3 1971  | 4 1966  | 11 1895 | 13 1979 | 7 1970  | 0 1979  | −6 1967 | −11 1983 | −14 1985 |
| Record de chaleur (°C) date du record | 24 1985  | 24 2017  | 28 1907 | 32 1990 | 33 2011 | 36 1952 | 36 1992 | 34 2016 | 34 2018 | 33 2018 | 27 2020 | 26 1991  | 36 1952  |
| Ensoleillement (h)                    | 153,7    | 162,8    | 224,8   | 261,3   | 278,3   | 272,4   | 282,9   | 267,1   | 233     | 207,2   | 170,8   | 142,8    | 2 657,1  |
| Précipitations (mm)                   | 124,7    | 110,2    | 112,5   | 99,6    | 111     | 112     | 136,9   | 170,9   | 193,8   | 142     | 120,9   | 120,1    | 1 554,7  |
| dont neige (cm)                       | 0,76     | 0,25     | 0       | 0       | 0       | 0       | 0       | 0       | 0       | 0       | 0       | 3,3      | 4,3      |
| Nombre de jours avec précipitations   | 10,9     | 10,5     | 10,7    | 8,9     | 9,1     | 10,1    | 11,5    | 11,8    | 11,2    | 9,5     | 9,8     | 11,2     | 125,2    |
| Humidité relative (%)                 | 75,3     | 74,3     | 74,1    | 72,3    | 77,3    | 79      | 80,9    | 80,6    | 78,5    | 75,8    | 75,1    | 75,1     | 76,5     |
| Nombre de jours avec neige            | 0,4      | 0,3      | 0       | 0       | 0       | 0       | 0       | 0       | 0       | 0       | 0       | 0,3      | 1        |

| Diagramme climatique                                  |              |              |              |             |             |               |               |               |             |               |              |
| J                                                     | F            | M            | A            | M           | J           | J             | A             | S             | O           | N             | D            |
| 134,8124,7                                            | 13,75,3110,2 | 16,37,9112,5 | 20,812,399,6 | 24,817,1111 | 28,921,6112 | 30,724,1136,9 | 30,623,6170,9 | 28,321,6193,8 | 23,916,3142 | 19,310,8120,9 | 15,27,2120,1 |
| Moyennes : • Temp. maxi et mini °C • Précipitation mm |              |              |              |             |             |               |               |               |             |               |              |

## Phare

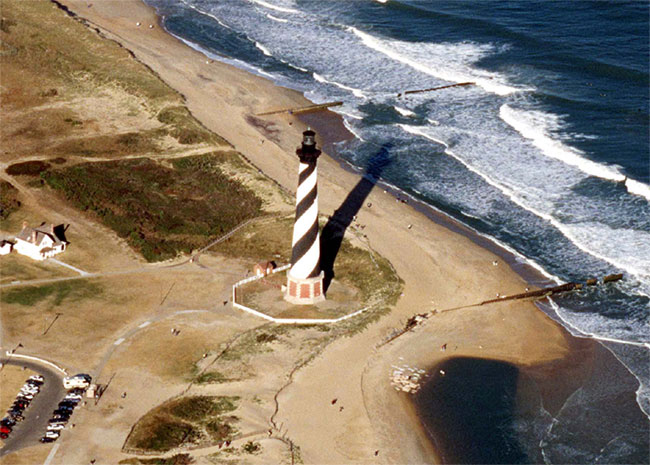
Phare du cap Hatteras avant son déplacement

Le premier phare signalant le cap fut construit en 1803, et remplacé en 1870 par le phare actuel. C'est aujourd'hui, avec ses 69 m, le plus haut des États-Unis. En 1999, l'érosion de la côte contraignit les autorités à déplacer le phare, à une distance d'environ 900 m à l'intérieur des terres. Aujourd'hui il se trouve à 450 m du front de mer. Après le passage de l'ouragan Isabel, 420 m furent encore perdus en 2003.